# Poltergeist 3
Pour les articles homonymes, voir Poltergeist (homonymie).
 (avril 2020).
Si vous disposez d'ouvrages ou d'articles de référence ou si vous connaissez des sites web de qualité traitant du thème abordé ici, merci de compléter l'article en donnant les références utiles à sa vérifiabilité et en les liant à la section « Notes et références ».
Série Poltergeist
Poltergeist 2
(1986)
Pour plus de détails, voir Fiche technique et Distribution.
Poltergeist 3 est un film américain réalisé par Gary Sherman, sorti en 1988. Il fait suite aux films Poltergeist (1982) et Poltergeist 2 (1986).

## Synopsis
La famille Freeling a envoyé Carol-Anne vivre chez sa tante Pat et son oncle Bruce Gardner. Avec Donna, la fille de Bruce d'un précédent mariage, ils vivent à Chicago dans un gratte-ciel de luxe dont Bruce est le directeur. Mais le sinistre révérend Kane ne va pas tarder à réapparaître pour se venger.

## Fiche technique
Sauf indication contraire, les informations mentionnées dans cette section peuvent être confirmées par la base de données cinématographiques IMDb,  présente dans la section « Liens externes ».
- Titre original : Poltergeist III
- Titre français : Poltergeist 3
- Réalisation : Gary Sherman
- Scénario : Gary Sherman et Brian Taggert
- Musique : Joe Renzetti
- Direction artistique : W. Steven Graham
- Décors : Paul Eads et Linda Lee Sutton
- Costumes : Tom McKinley
- Photographie : Alex Nepomniaschy
- Montage : Ross Albert
- Production : Barry Bernadi
  - Producteur délégué : Gary Sherman
- Sociétés de production : Metro-Goldwyn-Mayer (MGM)
- Sociétés de distribution : Metro-Goldwyn-Mayer (MGM)
- Budget : 10 500 000 $ (USD) (estimation)
- Pays d'origine :  États-Unis
- Langue originale : Anglais
- Format : couleur Technicolor - 35 mm - 1.85:1 - son  Dolby Stéréo
- Genre : Epouvante-Horreur, Thriller
- Durée : 98 minutes
- Dates de sortie[1] : 
  - États-Unis : 10 juin 1988
  - France : 10 août 1988
- Classification[2] : Interdit aux moins de 16 ans
- Classification (MPAA)[2] : PG-13 (Accord parental recommandé, film déconseillé aux moins de 13 ans)

## Distribution
- Tom Skerritt (VF : Michel Paulin) : Bruce Gardner
- Nancy Allen (VF : Sophie Deschaumes) : Patricia Wilson-Gardner
- Heather O'Rourke (VF : Aurélia Bruno) : Carol-Anne Freeling
- Zelda Rubinstein (VF : Monique Thierry) : Tangina Barrons
- Lara Flynn Boyle (VF : Dominique Chauby) : Donna Gardner
- Richard Fire (VF : Jean-Luc Kayser) : Dr. Seaton
- Kip Wentz (VF : Franck Capillery) : Scott
- Nathan Davis (VF : René Bériard) : le révérend Henry Kane
- Paul Graham (VF : Hervé Rey) : Martin Moyer
- Catherine Gatz (VF : Barbara Tissier) : Marcie Moyer
- Phil Locker (VF : Michel Fortin) : Bill
- Roy Hytower (VF : Mostéfa Stiti) : Nathan
- Paty Lombard (VF : Hélène Vallier) : Helen

## Production
- À l'époque où le tournage commence, au printemps 1987, Heather O'Rourke est déjà malade depuis quelques mois. Effectivement, on lui a diagnostiqué la maladie de Crohn. Elle participera toutefois au film mais sera traitée contre sa maladie. Cependant, à la fin du mois de janvier 1988, Heather est soudainement retombée malade, son état s'est rapidement détérioré, et elle est morte le lundi 1er février 1988 à 14 h 43, à peine un mois après ses 12 ans. Le film était alors en post-production. Peu avant la mort d'Heather, le studio avait demandé que la fin du film soit retournée. La mort de la jeune fille a rendu le nouveau tournage impossible. Plutôt que d'annuler le film, la fin a été réécrite de façon qu'on ne voit jamais le visage de Carol-Anne. C'est une autre petite fille qui nous est montrée de dos, on peut effectivement voir qu'à la fin du film, quand elle revient de l’au-delà, on ne distingue pas son visage.

## Anecdotes
- Les seules actrices des deux précédents volets présentes dans le troisième volet sont Zelda Rubinstein et Heather O'Rourke, qui mourut peu avant la fin du tournage d'un choc septique d'origine mystérieuse (la maladie de Crohn ayant été diagnostiquée par erreur) à l'âge de 12 ans.
- L'acteur Nathan Davis incarne le révérend Henry Kane et remplace ainsi Julian Beck qui mourut d'un cancer de l'estomac peu après la fin du tournage de Poltergeist 2.